# Leslie-Lohman Museum of Art

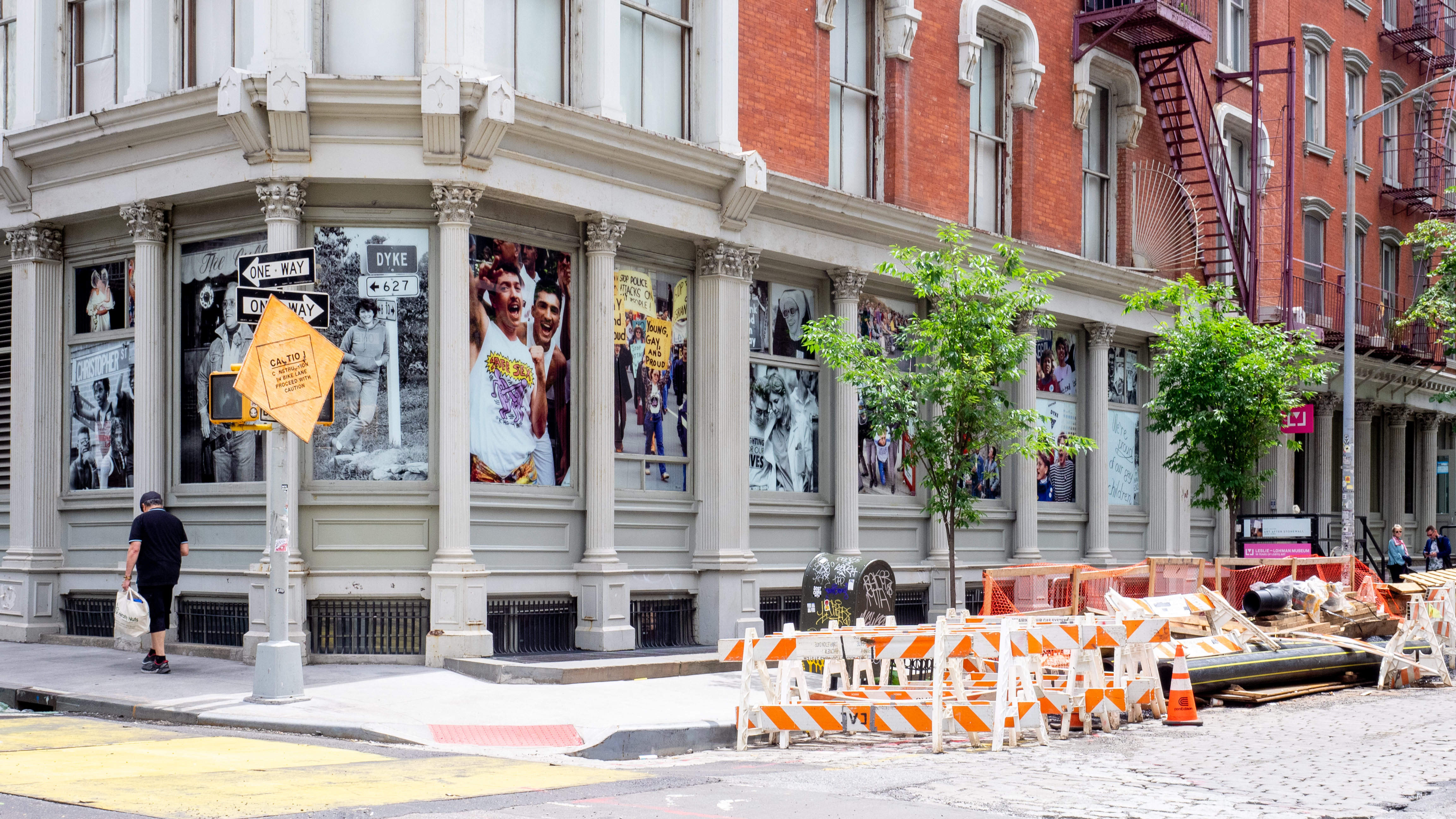
Leslie-Lohman Museum of Art (2019)

Das Leslie-Lohman Museum of Art (bis 2019: Leslie-Lohman Museum of Gay and Lesbian Art) ist ein Kunstmuseum in SoHo, Manhattan, New York City. Es gilt als das erste Museum weltweit, das sich auf Kunst und Künstler der LGBTQ-Szene spezialisiert hat. Das Museum wird von der Leslie-Lohman Gay Art Foundation betrieben.

## Geschichte
Das Paar J. Frederic („Fritz“) Lohman (* 1922; † 2009) und Charles W. Leslie (* 1933) hatte seit den 1950er Jahren entsprechende Kunst gesammelt und 1969 erstmals eine Ausstellung dazu in ihrer Wohnung organisiert. Diese fand kurz vor den Stonewall-Unruhen statt, die ihr Engagement bestärkten. Die Idee zu einem eigenen Museum kam ihnen bereits vorher, doch sollten rund 50 Jahre vergehen, bis die Einrichtung gelang. Zunächst blieben die Ausstellungen auf ihre eigene Wohnung sowie ihre Galerie und einige Einzelausstellungen beschränkt.
1972 gründeten sie mit The Leslie Lohman Gallery eine kommerzielle Galerie, die bis 1982 Bestand hatte. Anfang der 1980er kam es aufgrund der AIDS-Epidemie zu einem Quasi-Zusammenbruch der schwulen Community. Die Szene war verunsichert und viele von Leslie und Lohmanns Freunden starben. Auch die Kunst-Szene verkleinerte sich in jener Zeit und wurde mehr AIDS-zentriert. Doch obwohl sie ihre Galerie schließen mussten, sammelte das Paar weiter. Ihre Sammlung wuchs in dieser Zeit um 50 bis 80 Exponate. Auch bauten sie Netzwerke auf und pflegten diese.
Sie gründeten 1987 die Leslie-Lohman Gay Art Foundation, eine Stiftung, in die sie ihre umfangreiche Kunstsammlung zu LGBTQ-Themen und Künstlern einbrachten, um diese dauerhaft erhalten und zeigen zu können. Mit der Stiftung startete das Museum in SoHo. Von 1987 bis 1990 weigerte sich die Finanzverwaltung zunächst, diese Stiftung als gemeinnützig anzuerkennen, weil sie in ihrem Namen das Wort „gay“ („schwul“) führte.
2006 konnte das Museum, nachdem es zunächst an anderer Stelle ausgestellt hatte, einen Teil des Erdgeschosses der Wooster Street 26 im Süden Manhattans beziehen. 2010 starb Lohmann im Alter von 87 Jahren. Die Erbmasse, wozu auch eine Reihe von Gebäuden gehörten, vermachte er der Stiftung, so dass das Museum finanziell auf sicheren Beinen stand. 2011 wurde das Museum durch die Universität des Staates New York provisorisch als Museum anerkannt. Damit war es das erste und einzige Museum, das sich mit der Kunstgeschichte der Schwulenbewegung auseinandersetzte. Die vollständige Anerkennung erfolgte jedoch erst 2016. Zu diesem Zeitpunkt hatte das Museum ein Besucheraufkommen von jährlich etwa 25.000 Besuchern.
Ab 2016 wurde das Ausstellungsgelände von 306 auf 613 Quadratmeter verdoppelt. Dafür musste das Museum von Ende 2016 bis März 2017 geschlossen werden. 2018 erhielt das Museum eine Spende von 1 Million US-Dollar von dem Fotografen und Philanthrop Michael Becker. Dabei handelte es sich um die höchste Einzelspende, die das Museum jemals erhalten hat.
2019 wurde das Museum in Leslie-Lohman Museum of Art umbenannt. Die Beschränkung auf schwule und lesbische Kunst wurde als nicht mehr zeitgemäß empfunden. Der neue Name soll inklusiv für die LGBT+-Identität stehen. Mit dem Namenswechsel wurde auch ein Ausbau umgesetzt, für den das Museum 3,4 Millionen US-Dollar Zuschuss vom New York City Council, dem Department of Cultural Affairs und dem Manhattan Borough erhielt.

## Betrieb

### Organisation
In dem Museum wird Kunst von Künstlern unterschiedlichen Geschlechts aus der und zu Themen der LGBTQ-Szene gesammelt und ausgestellt, sowohl aus der eigenen Sammlung als auch Leihgaben. Das Museum wird von einem Vorstand geführt und mit haupt- und ehrenamtlich tätigem Personal betrieben. 2020 übernahm Alyssa Nitchun als erste Frau die Leitung des Museums. Ehrenamtliche Mitarbeiter tragen überwiegend die Bildungsangebote, Vorträge, Filme und Veranstaltungen des Museums. Außerdem organisiert das Museum ein „Fellowship Program“ für Volontäre.
Das Museum bietet eine Mitgliedschaft in verschiedenen Formen an. Es ist Mitglied der American Alliance of Museums.
Hauptfinanzierungsquellen des Museums sind Stiftungserträge (74,9 %), Spenden von privater Seite und von anderen Stiftungen (17,7 %), sowie Mitgliedsbeiträge (2,2 %). Das Budget des Museums hatte 2013 einen Umfang von US$ 1.094.414.

### Sammlung und Ausstellungen
Die Sammlung umfasst 30.000 Werke, wobei nicht alle dem Museum gehören. Einige sind Dauerleihgaben. Es handelt sich um Gemälde, Zeichnungen, Fotografien, Drucke und Skulpturen, überwiegend aus dem 20. Jahrhundert. Die ältesten Stücke stammen aus dem 17. Jahrhundert.
In der Sammlung sind mit Werken unter anderem vertreten:
- Berenice Abbott
- David Hockney
- Ingo Swann
- Catherine Opie
- Andy Warhol
- Tom of Finland
- Delmas Howe
- Jean Cocteau
- David Wojnarowicz
- Robert Mapplethorpe
- George Platt Lynes
- Horst
- Duncan Grant
- James Bidgood
- Duane Michals
- Charles Demuth
- Don Bachardy
- Attila Richard Lukacs
- Jim French
- Del LaGrace Volcano
- Paul Thek
- Peter Hujar
- Arthur Tress

Aufgrund der begrenzten eigenen Ausstellungsfläche kann immer nur ein Teil der Werke gezeigt werden. Das geschieht in sechs Wechselausstellungen pro Jahr und weiteren kleinen Ausstellungen in den Schaufenstern zur Straße hin sowie verschiedenen Veranstaltungen. Außerdem werden Gastausstellungen außerhalb des eigenen Hauses durchgeführt. Inhaltlich gestaltet werden die Ausstellungen durch Gast-Kuratoren. Um die Qualität der Ausstellungen zu sichern, hat sich das Museum dafür eine Richtlinie gegeben und die Konzepte der Gast-Kuratoren werden zunächst seitens eines Ausschusses der Stiftung geprüft. 2013 wurde mit der Ausstellung Sascha Schneider erstmals eine im Leslie-Lohman Museum of Gay and Lesbian Art kuratierte Ausstellung international weiter verliehen. Sie wurde im Schwulen Museum Berlin gezeigt. Im Sommer 2014 war die Ausstellung Classical Nude: The Making of Queer History vorab im ONE National Gay & Lesbian Archiv in West Hollywood zu sehen.

### Begleitangebot
Das Museum unterhält eine Bibliothek mit mehr als 1600 Bänden und ein Archiv mit mehr als 1900 Akten zu einzelnen Künstlern. Weiter bietet das Museum Mal- und Zeichenkurse, Vorträge, Filme und Autorenlesungen an. Es gibt die Zeitschrift The Archive heraus, in der die Ausstellungen besprochen werden, Aufsätze zu den ausgestellten Künstlern erscheinen, Neuerwerbungen vorgestellt und Veranstaltungen angekündigt werden. Weiter wird jährlich ein Bericht zur Arbeit des Museums vorgelegt („Annual Report“).